# Feline Hyperthyreose
Die feline Hyperthyreose ist eine Störung des Hormonsystems bei Hauskatzen (feline, Adjektiv von lat. felis „Katze“), die durch eine Überfunktion der Schilddrüse (Hyperthyreose) gekennzeichnet ist. Sie ist bei über zehn Jahre alten Katzen die häufigste hormonelle Störung (Endokrinopathie), bei anderen Haustieren, mit Ausnahme der Meerschweinchen (→ Hyperthyreose der Meerschweinchen), ist eine Hyperthyreose dagegen deutlich seltener anzutreffen. Die Erkrankung äußert sich häufig durch einen Gewichtsverlust trotz erhöhter Nahrungsaufnahme, wird in der Regel anhand von Blutuntersuchungen nachgewiesen und ist gut behandelbar.

## Vorkommen
Die feline Hyperthyreose wurde erstmals 1979 beschrieben und wird seitdem zunehmend bei Katzen diagnostiziert. Unklar ist, ob es sich wirklich um eine erst seit jener Zeit auftretende und im Zunehmen befindliche Erkrankung handelt oder ob die zunehmende Überwachung der Katzenpopulation hinsichtlich dieser Erkrankung zur Aufdeckung von mehr Fällen führt. Die Erkrankung ist die häufigste endokrine Störung bei Katzen, die älter als zehn Jahre sind. Es sind alle Katzenrassen betroffen, eine erhöhte Krankheitsneigung für bestimmte Rassen oder eine Abhängigkeit vom Geschlecht besteht nicht. Bei Katzen, die älter als neun Jahre sind, beträgt die Prävalenz 10 %.

## Pathogenese
Im Gegensatz zur Hyperthyreose des Menschen ist die Erkrankung praktisch ausschließlich auf gutartige Schilddrüsenvergrößerungen zurückzuführen. Am häufigsten treten drüsentumorähnliche Zellvermehrungen (adenomatöse Hyperplasien), seltener autonome Adenome auf. In etwa 70 % der Fälle treten viele kleine Herde (multifokal) auf, in den übrigen Fällen ein einzelner Herd (unifokal). Schilddrüsenkrebs kann in seltenen Fällen ebenfalls eine Hyperthyreose auslösen, ist bei Katzen aber sehr selten (weniger als 5 % der Schilddrüsenerkrankungen). Immunbedingte Hyperthyreosen wie beim Menschen (Hashimoto-Thyreoiditis, Basedow-Krankheit) wurden bislang bei Katzen nicht beschrieben.
Infolge der Veränderungen kommt es zu einer vermehrten Ausschüttung des Schilddrüsenhormons Thyroxin, in drei Vierteln der Fälle auch des Triiodthyronins (ein weiteres Hormon der Schilddrüse). Die Ausschüttung dieser Hormone ist bei erkrankten Katzen unabhängig vom die Schilddrüse normalerweise regulierenden Thyreotropin (TSH).
Was diese Adenome auslöst, ist bislang ungeklärt. Mutationen der Gene für den Thyreotropin-Rezeptor könnten für das unregulierte Wachstum der Zellen verantwortlich sein. Einen Einfluss könnten Ernährung und Umwelteinflüsse, aber auch genetische Faktoren haben. Die Fütterung von kommerzieller Katzennahrung stellt laut epidemiologischen Studien einen Risikofaktor für die Entstehung der Krankheit dar, was auf den hohen Gehalt an schilddrüsenvergrößernden (strumigenen) Substanzen wie Sojaisoflavone oder Phthalaten zurückgeführt wird. Katzen, die mit Dosenfutter ernährt werden, haben ein 2,5–5fach erhöhtes Risiko, an einer Hyperthyreose zu erkranken. Daneben sind auch Umweltfaktoren wie die Verwendung bestimmter Katzenstreus möglicherweise an der Krankheitsentstehung beteiligt. Auch polybromierte Diphenylether (PBDE), die als Flammschutzmittel in Textilien eingesetzt werden (in der EU und in einigen US-Bundesstaaten sind sie mittlerweile verboten), könnten durch ihre endokrine Wirkung an der Pathogenese beteiligt sein: Die chronisch erhöhte TSH-Produktion könnte zu einer Hypertrophie der Schilddrüsenfollikel führen.
Die erhöhten Spiegel an Schilddrüsenhormonen führen zu einer Erhöhung der Zahl der Beta-Adrenozeptoren und Verminderung der Alpha-Adrenozeptoren unter anderem im Herz. Dies führt zu einer starken Aktivitätssteigerung des Herzens und letztlich zu einer Verdickung der Herzwand (Hypertrophe Kardiomyopathie). Umso länger die Krankheit unbehandelt besteht, umso stärker steigt das Risiko eines kongestiven Herzversagens. Triiodthyronin bindet zudem an Rezeptoren in der Muskelschicht der Gefäßwände, was zu einer Gefäßerweiterung (Vasodilatation) führt. Durch die Abnahme des Gefäßwiderstands wird das Renin-Angiotensin-Aldosteron-System aktiviert, wodurch Natrium im Körper zurückgehalten wird und das Blutvolumen ansteigt. Dies führt zusammen mit der erhöhten Herzaktivität zu einem Anstieg des Blutdrucks (arterielle Hypertonie). Der Einfluss der Schilddrüsenhormone auf die Gefäßspannung führt zu einer Erhöhung der glomerulären Filtrationsrate in der Niere, was eine Nierenschwäche verdecken kann. Zudem kann der Bluthochdruck aber das Fortschreiten einer Nierenerkrankung beschleunigen.

## Klinisches Bild
Das klinische Bild ist sehr variabel und hängt auch vom Ausmaß der Überfunktion ab. Letztlich sind die meisten beobachteten Symptome Zeichen forcierter Stoffwechselvorgänge der erkrankten Tiere, welche durch das Übermaß an Schilddrüsenhormonen bedingt sind.
Das häufigste Anzeichen ist eine Gewichtsabnahme, die bei 88 % der hyperthyreoten Katzen auftritt. Weitere Anzeichen mit einer Häufigkeit von etwa 50 % sind eine tastbare Vergrößerung der Schilddrüse (die gesunde Schilddrüse ist bei der Katze nicht tastbar), Herzrasen und Herzgeräusche sowie eine erhöhte Nahrungsaufnahme bis hin zur Fresssucht. Das Überangebot an Schilddrüsenhormonen kann das klinische Bild einer hypertrophen (häufiger) oder dilatativen Herzmuskelerkrankung (selten) hervorrufen. Das Krankheitsbild wird auch als thyreotoxische Kardiomyopathie bezeichnet. Die hypertrophe Form ist nach erfolgreicher Therapie der Hyperthyreose häufig reversibel.
Weitere Symptome, die gelegentlich bei einer Schilddrüsenüberfunktion auftreten, sind ein vermehrtes Stuhlvolumen, Erbrechen, vermehrter Durst und vermehrtes Urinieren, eine erhöhte Aktivität (deutlich seltener auch eine verminderte mit schneller Ermüdbarkeit), Verhaltensänderungen (Ängstlichkeit oder gesteigerte Aggressivität), verminderte Futteraufnahme, Atemnot und Hautveränderungen (struppiges Fell, Haarausfall, vermehrtes Wachstum der Krallen). Bluthochdruck wird bei 5–20 % hyperthyreoter Katzen beobachtet, eine eindeutige Ursache-Wirkungsbeziehung ist aber bislang nicht belegt. Es gibt einen Fallbericht, bei dem eine Polyneuritis der Hirnnerven mit motorischen Ausfällen im Kopfbereich dominierte.
Eine Hyperthyreose kann zudem Ursache für eine lebensbedrohliche arterielle Thromboembolie sein. Bei 1,7 % der Katzen mit einer Thromboembolie war die Schilddrüsenüberfunktion vorher nicht bekannt. Dabei treten eine plötzliche Hinterhandlähmung und starke Schmerzen auf.

## Diagnose
Aufgrund des klinischen Bildes kommen eine Reihe weiterer Krankheiten älterer Katzen wie Zuckerkrankheit, chronische Nierenerkrankung, Herzkrankheiten, Leberversagen, Verdauungsstörungen und chronische Darmentzündungen sowie Lymphome im Darm in Frage. Auch bei Katzen seltene Erkrankungen wie die exokrine Bauchspeicheldrüsen- oder Nebennierenunterfunktion sollten berücksichtigt werden. Die Diagnose kann daher sicher nur durch Hormonbestimmungen oder Szintigrafie (siehe unten) gestellt werden.

### Laboruntersuchungen
Im Blutbild zeigen sich infolge der Stressantwort auf hohe Thyroxinspiegel häufig eine Erhöhung der Zahl der weißen Blutkörperchen (Leukozytose) sowie eine Abnahme der eosinophilen Granulozyten (Eosinopenie) und Lymphozyten (Lymphopenie). Die Zahl der roten Blutkörperchen und der Gehalt an rotem Blutfarbstoff liegt im oberen Normalbereich. Im Serum lässt sich zumeist eine gering- bis mittelgradige Erhöhung der Aktivität verschiedener Enzyme (ALAT, ASAT, LDH, AP) nachweisen. Der Fructosaminspiegel ist aufgrund des erhöhten Eiweißstoffwechsels erniedrigt und liegt meist unter 200 µmol/l.
Infolge der häufig mit einer Hyperthyreose kombinierten Nierenfunktionsstörung können die Harnstoff- und Kreatinin-Gehalte im Blut erhöht sein. Bei gleichzeitigem Vorliegen einer Hyperthyreose und einer chronischen Nierenfunktionsstörung kann diese allerdings gewissermaßen maskiert sein, da Thyroxin Stoffwechsel und Herzleistung erhöht und somit die Durchblutung der Nieren verbessert. Dadurch wird die glomeruläre Filtrationsrate erhöht und somit die Ausscheidung giftiger Stoffwechselprodukte begünstigt. Paradoxerweise kann daher nach Behandlung der Hyperthyreose die Niereninsuffizienz klinisch manifest werden. Nach Egner und Carr sind diese Laborveränderungen zusammen mit einem positiven Tastbefund bereits beweisend für die Erkrankung.
Zur weiteren Diagnostik müssen spezielle Schilddrüsenfunktionstests durchgeführt werden.
Als erstes sollte eine Bestimmung der Serumkonzentration des Thyroxins (T4) erfolgen, wobei in der Tiermedizin derzeit zumeist nur die Gesamt-Thyroxin-Konzentration bestimmt wird und nicht die des freien (nicht an Proteine gebundenen) Thyroxins (fT4), obwohl letzteres sensitiver ist. Der Normalbereich für T4 liegt bei Katzen zwischen 1,1 und 4,5 µg/dl, für fT4 bei Bestimmung mittels Gleichgewichtsdialyse zwischen 1,0 und 2,8 ng/dl. Bei etwa 20 % der Tiere ist der T4-Gehalt trotz bestehender Erkrankung normal, was durch Schwankungen des Hormongehalts im Tagesverlauf oder durch Senkung des T4-Gehalts infolge von anderen Folgeerkrankungen bedingt sein kann. Die Messung von fT4 hat eine Sensitivität von 95 %, allerdings haben auch 20 bis 30 % der schilddrüsengesunden Katzen erhöhte fT4-Werte. Daher muss bei erhöhten fT4-Werten auch das Gesamt-T4 erfasst werden, welches bei Tieren mit Schilddrüsenüberfunktion im oberen Referenzbereich liegen sollte. Außerdem können verschiedene Medikamente wie Glucocorticoide, NSAID, Phenobarbital oder Trimethoprim-Sulfonamid-Kombinationen den T4-Spiegel beeinflussen. Besteht ein klinischer Verdacht, sollte die Bestimmung zu einem späteren Zeitpunkt wiederholt werden.
Als weiteres Verfahren bietet sich der Schilddrüsen-Suppressionstest an. Hierbei wird der Katze ein synthetisches Triiodthyronin (T3, meist Liothyronin) über zwei Tage verabreicht. Eine schilddrüsengesunde Katze reagiert darauf mit einer Verminderung der TSH-Ausschüttung (so genannter negativer feedback), welche wiederum zu einem Absinken der T4-Konzentration führt. Da die Schilddrüsenüberfunktion aber bereits zu einem dauerhaft erniedrigten TSH-Spiegel geführt hat, löst die Gabe von T3 bei erkrankten Katzen keine Verminderung von TSH und T4 aus.
Ein weiteres diagnostisches Verfahren ist der TRH-Stimulationstest. Hierbei wird der Katze Thyrotropin Releasing Hormon (TRH) verabreicht, was bei gesunden Katzen zu einem deutlichen Anstieg der T4-Konzentration führt. Bei erkrankten Tieren kommt es dagegen zu keinem oder allenfalls zu einem geringen Anstieg. Allerdings hat dieser Test bei Katzen zum Teil erhebliche Nebenwirkungen (Speicheln, Erbrechen, Herzrasen, Kotabsatz), weshalb er selten angewendet wird. Der TSH-Test, also die Bestimmung des Serumgehalts des die Schilddrüse steuernden Thyreotropins, wird mittlerweile auch für Katzen angeboten. Wie beim Menschen werden damit anhand geringer oder nicht messbarer TSH-Spiegel auch Frühformen der Hyperthyreose erkannt. Der TSH-Stimulationstest, der analog zum TRH-Funktionstest funktioniert, wird nicht mehr durchgeführt, da TSH nicht mehr auf dem Markt verfügbar ist.

### Bildgebende Verfahren
Die in der Humanmedizin schon längere Zeit übliche Sonografie der Schilddrüse wird in der Tiermedizin erst in jüngerer Zeit und vorwiegend in der Forschung angewendet. Gründe sind die hohen Geräteanforderungen und die damit verbundenen hohen apparativen Kosten. Verwendet werden hochauflösende Linearschallköpfe mit mindestens 7,5 MHz, besser mit 10 bis 13 MHz, mit einer kleinen Auflagefläche. Mittels Sonografie lassen sich Schilddrüsenvergrößerungen bei allen hyperthyreoten Katzen nachweisen, während die diagnostische Sicherheit der Palpation selbst bei erfahrenen Tierärzten nur bei 84 % liegt.
Die Schilddrüsen-Szintigrafie ist ein wertvolles diagnostisches Verfahren, allerdings ist sie nur in wenigen Tierkliniken verfügbar. Hierbei wird der Katze ein Radionuklid (beispielsweise das Iod-Isotop 131I oder das Technetium-Isotop 99mTc) verabreicht und anschließend dessen Anreicherung in den Adenomen dargestellt. Der große Vorteil dieser Methode liegt darin, dass die genaue Lokalisation der Tumoren in der Schilddrüse bestimmt werden kann, was in Hinblick auf eine chirurgische Therapie von Vorteil ist. Gelegentlich kann sich infolge von Störungen während der Organogenese zusätzliches Schilddrüsengewebe außerhalb der Schilddrüse ansiedeln (Ektopie, vor allem im Bereich des Mittelfells) und erkranken. Solches verlagertes Schilddrüsengewebe kann nur mit einer Szintigrafie erkannt werden.
Magnetresonanztomographie und Computertomographie wurden für die Schilddrüsendiagnostik der Katze bislang nicht angewendet. Entsprechende Geräte sind zudem nur an großen Tierkliniken verfügbar.

## Therapie
Derzeit existieren drei Therapiemöglichkeiten zur Behandlung der Hyperthyreose bei Katzen: der Einsatz von Thyreostatika, die chirurgische Entfernung des erkrankten Schilddrüsengewebes und die Radioiodtherapie. Egal welches dieser Verfahren angewendet wird, ist zumeist eine anschließende Behandlung der Begleit- und Folgeerkrankungen (Nierenschädigung, Bluthochdruck, Herzerkrankung) notwendig. Um den möglichen negativen Effekt der gesenkten Schilddrüsenhormonspiegel auf die Nierenleistung zu prüfen, wird vor radikalen Maßnahmen wie Schilddrüsenentfernung oder Radioiodtherapie eine 30-tägige medikamentelle Behandlung empfohlen. Andere Verfahren wie die Injektion von Ethanol in die Schilddrüse oder die Hochfrequenzablation werden heute kaum noch durchgeführt, weil die Erfolgsrate gering, die Rezidivrate hoch ist und vermehrt Nebenwirkungen wie Kehlkopflähmung oder Horner-Syndrom auftreten.

### Thyreostatika
Die Therapie mit Thyreostatika ist einfach durchführbar und wird daher am häufigsten angewendet. Thyreostatika hemmen die Thyreoperoxidase und damit die Bildung der Schilddrüsenhormone, beseitigen aber, im Gegensatz zu den anderen Verfahren, nicht das krankhaft veränderte Gewebe, so dass das Risiko einer bösartigen Entartung besteht. Dennoch können diese Arzneistoffe in Dauertherapie zumeist problemlos angewendet werden oder auch zur Stabilisierung von Patienten vor einem chirurgischen Eingriff Anwendung finden. In der Tiermedizin werden Thiamazol (Syn. Methimazol, Handelsnamen Felimazole, Felidale, Thiamatab und Thyronorm) oder Carbimazol (Handelsname Vidalta) eingesetzt. Carbimazol wird bei oraler Aufnahme schnell in Methimazol umgesetzt. Nach Herstellerangaben treten bei etwa 20 % der Katzen, vor allem bei Langzeitbehandlung, Nebenwirkungen (Erbrechen, Lethargie, Juckreiz, Lebererkrankungen, Blutbildveränderungen) auf, die nach Absetzen des Medikaments aber zumeist wieder verschwinden. Lebensbedrohliche Erkrankungen der Leber oder der Blutzellen erfordern ein sofortiges Absetzen der Behandlung, sind aber sehr selten. Die Dosis wird zunächst niedrig gewählt und dann anhand des T4-Werts schrittweise angepasst. Meist gelingt es, die Schilddrüsenhormone innerhalb weniger Wochen zu normalisieren. Danach sollten T4, Nierenwerte und das Blutbild alle sechs Monate kontrolliert werden. Bei Katzen mit gleichzeitiger Lebererkrankung, Zuckerkrankheit oder Blutgerinnungsstörungen kann Thiamazol nicht eingesetzt werden.
Bei gleichzeitig bestehender chronischer Nierenerkrankung (CNE) sollte die Dosis der Thyreostatika nicht reduziert werden, solange ein euthyreoter Zustand erreicht ist. Auch wenn die Korrektur der Schilddrüsenwerte tendenziell zu erhöhten Nierenwerten führen kann wenn die CNE vorher maskiert war, ist die weitere Schädigung der Niere durch erhöhte Schilddrüsenhormone das größere Problem. Auf jeden Fall sollten aber Katzen mit einer CNE durch eine zu hohe Dosis des Thyreostatikums nicht in eine Schilddrüsenunterfunktion rutschen, die Dosisanpassung sollte also vorsichtiger erfolgen. Sinkende Kreatinin-Werte unter der Therapie sind ein Zeichen von abnehmender Muskelmasse, schlechter Einstellung des Thyreostatikums und/oder Bluthochdruck und damit ein Warnzeichen. Ein bestehender Bluthochdruck sollte sofort begleitend behandelt werden, allerdings mit niedrigeren Dosen von Amlodipin. Manchmal entsteht der Bluthochdruck erst nachdem die Schilddrüsenhormone schon wieder im Normbereich sind.
Im Falle einer Unverträglichkeit von Thiamazol kann auch Iopansäure eingesetzt werden. Es hemmt die Umwandlung von T4 zu T3 und hat praktisch keine Nebenwirkungen.

### Thyreoidektomie
Die chirurgische Entfernung (Thyreoidektomie) ist zwar effektiv, aber vor allem bei stark hyperthyreoten Katzen wegen des hohen Narkoserisikos auch riskant. Hier wird zumeist eine Vorbehandlung mit Thyreostatika empfohlen. Für die Entfernung existieren verschiedene Techniken, wobei darauf geachtet werden muss, dass möglichst die Epithelkörperchen erhalten werden. Zudem besteht bei der Operation das Risiko der Verletzung wichtiger Halsnerven (Nervus laryngeus recurrens, Truncus vagosympathicus). Bei totaler Thyreoidektomie entsteht ein Mangel an Schilddrüsenhormonen, der durch lebenslange Gabe ausgeglichen werden muss. Bei einseitiger Entfernung entwickelt sich nach der Operation zwar auch oft eine zeitweilige Schilddrüsenunterfunktion, die aber meist nicht behandelt werden muss. Zudem besteht bei der operativen Entfernung das Risiko von Rezidiven, insbesondere, wenn ektopisches Schilddrüsengewebe vorhanden ist.

### Radiojodtherapie
Die Radiojodtherapie gilt als Therapie der Wahl, da sie effektiv und gut verträglich ist. Eine einmalige Behandlung ist in der Regel ausreichend, so dass keine medikamentöse Dauerbehandlung (eine Tabletteneingabe ist bei einigen Katzen durchaus problematisch) notwendig ist und die Risiken der chirurgischen Entfernung entfallen. Allerdings ist sie mit erheblichen Strahlenschutz-Auflagen verbunden und deshalb bislang in Deutschland nur an zwei tiermedizinischen Einrichtungen verfügbar. Neben der begrenzten Verfügbarkeit sind die damit verbundenen Kosten und der notwendige stationäre Aufenthalt von Nachteil. Dieser konnte in enger Abstimmung mit den zuständigen Aufsichtsbehörden von früher etwa drei Wochen auf einige Tage reduziert werden. Die notwendige Dauer der Unterbringung wird über Dosimetrie bestimmt und beträgt sieben bis zehn Tage. Ein weiterer Vorteil ist, dass auch ektopes Schilddrüsengewebe erfasst wird. Die Erfolgsrate liegt bei 95 %, weniger als 5 % erleiden ein Rezidiv. Auch die Überlebenszeit ist höher als bei der Therapie mit Thyreostatika. Bösartige Tumoren erfordern eine höhere Dosis, können aber häufig ebenfalls mit der Radioiodtherapie behandelt werden.

### Diät
Eine starke Verminderung des Iodgehalts von 0,6 mg auf 0,2 mg pro Kilogramm Trockenmasse kann zu einer Normalisierung der Schilddrüsenhormone führen, vor allem wenn die Spiegel nur moderat erhöht sind. Für diese Behandlung ist ein kommerzielles Futter erhältlich. Nachteilig ist, dass das Futter nicht von allen Katzen akzeptiert wird und nach Absetzen oder durch Kombination mit anderen Futtermitteln der Effekt wieder aufgehoben wird. Auf jeden Fall sollte bei allen Therapieformen eine exzessive Iodzufuhr vermieden werden. Auf Futter mit hohem Anteil von Seefisch oder Meeresfrüchten sollte daher verzichtet werden.

### Betablocker
Betablocker können ergänzend oder bei Nebenwirkungen von Thyreostatika eingesetzt werden. Sie vermindern die herzbedingten Symptome, haben aber keinen Einfluss auf die Schilddrüsenhormone selbst.